# Nikolai Morilov
Nikolai Morilov (n. 11 august 1986, Perm, RSFS Rusă, URSS) este un schior de fond rus, medaliat olimpic. A participat la o ediție a Jocurilor Olimpice (2010) în care a câștigat o medalie de bronz.